# كاندل

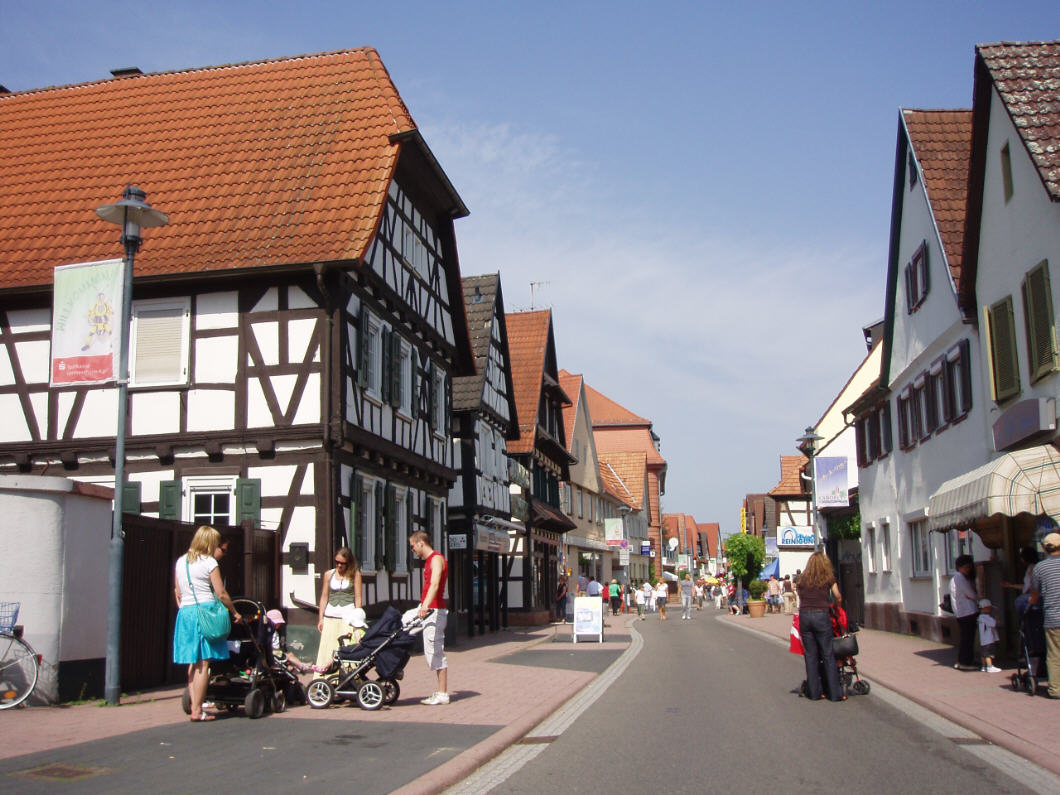
مركز البلـدة

كَنْدِل (بالألمانية: Kandel) (نقحرة: كاندل) هي مدينة تقع في مقاطعة جرميرسهايم في راينلاند بالاتينات في ألمانيا، تبعد عنها مدينة كارلسروه 18 كم من الشمال الغربي ومدينة لانداو 15 كم.، مساحتها 26.64 كيلومتر مربع.
- الطقس: 9 °C، سرعة الرياح 13 كم / ساعة، الرطوبة 46 ٪ .
- السكان: 8,466 نسمة (31 ديسمبر 2008).

## أعلام
- باسكال أكرمان
- نادين هاردتر
- هورست شوتز